# 渋川市立赤城北中学校
渋川市立赤城北中学校（しぶかわしりつ あかぎきたちゅうがっこう）は群馬県渋川市にある公立中学校。渋川市立津久田小学校および渋川市立南雲小学校（2018年〈平成29年〉3月に廃校）の通学区域の生徒が通学している。

## 概要

### 部活動
- 軟式野球部
- サッカー部
- 男子ソフトテニス部
- ソフトボール部
- 卓球部
- 女子ソフトテニス部
- ボランティア部

（主にクラブチームに参加している生徒が入部する。）

### 沿革
- 1947年（昭和22年）12月29日 - 開校[2]
- 1958年（昭和33年）1月13日 - 校歌制定
- 1983年（昭和58年）5月9日 - 現行校舎落成式
- 2003年（平成15年）3月 - 現行屋内運動場落成式
- 2006年（平成18年）2月 - 現校名になる

## 近隣の施設
- 渋川市立津久田小学校
- 渋川市立南雲小学校（廃校）
- 敷島のキンメイチク

## 出身著名人
- 狩野恵輔（元プロ野球選手）[3]